# 胡建淼
胡建淼（1957年—），男，浙江慈溪人，中国当代行政法学家、教授，国家行政学院法学部主任。享受国务院政府特殊津贴专家，任中国法学会行政法研究会副会长、教育部法学专业教学指导委员会委员、浙江省法学会副会长、杭州市人大常委会立法咨询委员会主任、杭州市仲裁委员会主任。

## 生平
1982年2月毕业于杭州大学（今浙江大学）哲学系，1989年毕业于中国政法大学研究生院。
1990年起，任杭州大学法律系副主任；1996年起任杭州大学法学院院长；1998年9月-2007年10月任浙江大学副校长；2001年起担任浙江大学宪法与行政法专业博士生导师；2007年10月任浙江工商大学校长，2010年12月离任。
1995至1999年曾多次赴英国、澳大利亚、日本、韩国、香港、台湾等地进行合作研究与学术访问。

## 著作
个人著作：《行政法学》，法律出版社1998年1月；《中国行政法学论纲》，杭州大学出版社1998年1月；《比较行政法》，法律出版社1998年7月；
主编著作：《民政行政法》，中国人事出版社1993年10月；《国家赔偿法教程》，浙江人民出版社1994年10月；《行政法教程》，法律出版社1996年10月；《外国行政法规与案例评述》，中国法制出版社1997年6月；《行政法与行政诉讼法》，高等教育出版社1999年6月；《宪法学十论》，法律出版社1999年9月；
合著：《行政法学原理》，劳动人事出版社1989年9月。

## 荣誉
- 1995年，第一届全国十大杰出中青年法学家